# 上锡姆滕
上锡姆滕是德国莱茵兰-普法尔茨州的一个市镇。总面积2.26平方公里，总人口626人，其中男性310人，女性316人（2011年12月31日），人口密度277人/平方公里。